# Gibson (ort i Australien)
Gibson är en ort i Australien. Den ligger i kommunen Esperance Shire och delstaten Western Australia, omkring 590 kilometer öster om delstatshuvudstaden Perth. Antalet invånare är 477.
Trakten runt Gibson är nära nog obefolkad, med mindre än två invånare per kvadratkilometer.. Det finns inga andra samhällen i närheten. 
Trakten runt Gibson består till största delen av jordbruksmark. Genomsnittlig årsnederbörd är 649 millimeter. Den regnigaste månaden är juli, med i genomsnitt 85 mm nederbörd, och den torraste är februari, med 14 mm nederbörd.